# یوتو اونو
یوتو اونو (انگلیسی: Yuto Ono؛ زادهٔ ۲۸ سپتامبر ۱۹۹۱) بازیکن فوتبال اهل ژاپن است.